# Kajakklubben Eskimå
Kajakklubben Eskimå, KK Eskimå, är en kanotklubb i Karlskrona som bildades 1942. Klubben har idag (2015) cirka 400 medlemmar.
Kajakklubben har aktiviteter inom kajak, drakbåt, kanotpolo och outrigger. 

## Kanot
Framgångsrika kanotister från klubben är Cissi Velin, Jacob Holst och Michaela Jonsson Lindblad.

## Drakbåt
Kajakklubben Eskimå har varit en aktiv klubb inom drakbåtspaddling sedan 2012. Klubben har haft deltagare i varje landslag sedan dess, och det svenska drakbåtslandslaget har tagit medaljer i samtliga valörer på både VM och EM sedan dess. 
Framgångsrika drakbåtspaddlare från klubben är Cissi Velin, Christian Velin och Hampus Svensson. Även Carl Wassén, Sebastian Ekfält, Ib Rundqvist, Ludwig Maringelli, Ida Nord, Johanna Verwijst, Josefine Jönsson, Christoffer Carlsson och Rasmus Gramer tävlar numera för KK Eskimå.
Sedan 2015 arrangerar klubben en drakbåtsfestival i Karlskrona.
På SM i drakbåt har klubben tagit medalj varje år sedan tävlingarna inleddes som riksmästerskap 2014 i Jönköping.